# اورلیسا
اورلیسا (به لاتین: Orlitsa) یک منطقهٔ مسکونی در بلغارستان است که در شهرستان کیرکوفو واقع شده‌است.